# Roger Fauroux
Pour les articles homonymes, voir Fauroux (homonymie).
Cet article possède des paronymes, voir Jean Auroux, lois Auroux et loi Falloux.
Roger Fauroux, né le 21 novembre 1926 à Montpellier (Hérault) et mort le 16 juillet 2021 à Paris 15e, est un haut fonctionnaire et homme politique français. Ancien président directeur général de Saint-Gobain, il est ministre chargé de l'Industrie et de l'Aménagement du territoire dans les deux gouvernements de Michel Rocard de 1988 à 1991.

## Biographie

### Jeunesse et formation
Originaire de l'Ariège, fils de proviseur, il intègre l'École normale supérieure (1947) après une préparation au lycée Henri-IV. Après un stage en Allemagne en 1948, il obtient l'agrégation d'allemand (1952). Il est aussi licencié en théologie.
Il est admis ensuite à l'École nationale d'administration (promotion Guy Desbos, 1954-1956), pour en sortir à l'Inspection des finances.

### Carrière

#### Carrière dans l'administration et dans l'industrie
Après un court passage au ministère des Finances (1956-1960), il rencontre l'industriel Roger Martin qui préside la Compagnie de Pont-à-Mousson, entreprise lorraine de sidérurgie et de tuyaux en fonte. Il quitte alors la fonction publique pour le suivre dans la ville éponyme du groupe, sise au bord de la Moselle. L'année suivante, en 1961, il devient directeur général du groupe. Pressentant la fin inéluctable de la sidérurgie, il fait sortir le groupe de cette activité pour ne conserver que celle des tuyaux de fonte et des plaques d'égouts. En 1970, Roger Martin rachete le groupe Saint-Gobain qui avait fait auparavant l'objet d'une OPA de la part de BSN (futur Danone). Roger Fauroux opère la fusion entre les deux groupes qui prend le nom de Saint-Gobain. En 1980, Roger Martin lui cède la présidence du nouveau groupe.
L'année suivante, les socialistes arrivent au pouvoir et nationalisent les grands groupes industriels dont Saint-Gobain. Grâce à ses multiples amitiés au sein de la gauche, dont notamment Michel Rocard et Jacques Chérèque, il parvient à conserver son poste et à préserver les intérêts de son groupe. Il tente de diversifier Saint-Gobain dans l’électronique, une usine de semi-conducteurs puis dans les ordinateurs Bull. Mais l'aventure plombera le groupe et sera vite défaite.
Parallèlement à ses activités industrielles, il participe à la création de la fondation Saint-Simon voulue par l'historien François Furet. Dans ce think-tank de tendance libéral-socialiste se croisent notamment Pierre Rosanvallon, son beau-frère et historien Emmanuel Leroy Ladurie, Alain Minc, Jean-Claude Casanova et Jean Peyrelevade. Ils vont alimenter ensemble le débat économique au sein du PS, l'amenant à se réconcilier avec le capitalisme français.

#### Ministre de l'Industrie et de l'Aménagement du territoire
En 1986, arrive la première cohabitation. Le nouveau gouvernement mène une politique de privatisation. Roger Fauroux quitte alors la présidence de Saint-Gobain au profit de Jean-Louis Beffa.
Roger Fauroux est nommé directeur de l'École nationale d'administration (1986-1988), puis ministre de l'Industrie, du Commerce extérieur et de l'Aménagement du territoire (1988-1991) dans le gouvernement de Michel Rocard. C'est un des rares ministres choisis par le nouveau premier ministre. Ami de Michel Rocard, il est mal vu par Édith Cresson qui ne le reconduit pas dans ses fonctions après sa nomination comme Première ministre en 1991.
En 1989 il participe à la création du parti Association des démocrates (ADD), « qui veut "regrouper des gens de mon type, actifs dans l'économie et la société et politiquement vacants, pour en faire une force d'appui au président et à la majorité. Ce sont des hommes et des femmes disponibles qui redoutent une victoire de la droite aux législatives en 1993 et la désorganisation désastreuse qu'une nouvelle cohabitation entraînerait. »
Il se définit alors dans la même interview comme un saint-simonien : « Comme lui, je crois au progrès, à l'action humaine et à la raison, à l'éducation et à la morale, à l'esprit d'entreprise et à l'État. Je crois au marché mais pas à ses miracles. (...) Bref, je crois à l'industrie des hommes. »

#### Autres fonctions
Propriétaire d'une ferme près de Saint-Girons, dans l'Ariège, il est maire de cette commune de 1989 à 1995.
Il succède à Simone Veil à la présidence du Haut Conseil à l’Intégration qu'il dirige de 1998 à 2002.
Il consacre ensuite son temps à l’Institut catholique et à ses mandats d'administrateur de société et à la rédaction de différents rapports commandés par les autorités politiques : Pour l'École (juillet 1996) et La lutte contre les discriminations ethniques dans le domaine de l'emploi (septembre 2005). Il est président du comité de réflexion d'Habitat et Humanisme.

### Décès

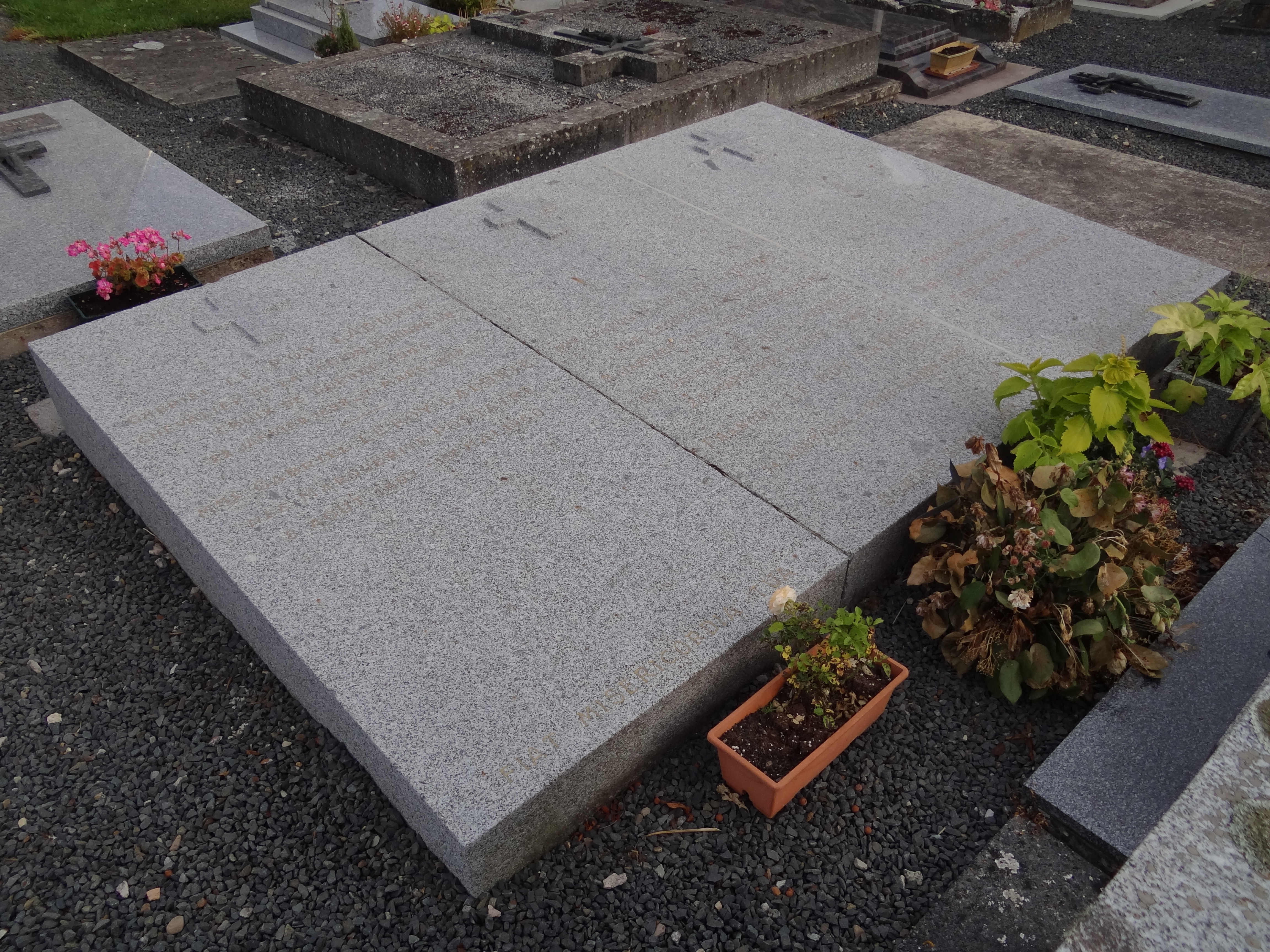
La tombe de Roger Fauroux au cimetière des Moutiers-en-Cinglais (Calvados).

Il meurt le 16 juillet 2021 à Paris à l'âge de 94 ans, trois mois après son épouse. Il est inhumé dans la tombe de sa belle-famille au cimetière des Moutiers-en-Cinglais (Calvados).

## Vie privée
Il est l'époux de l'archiviste-paléographe Marie Le Roy Ladurie (1928-2021), sœur de l'historien Emmanuel Le Roy Ladurie .

## Décorations
- Grand-croix de la Légion d'honneur Il est élevé à la dignité de grand-croix le 26 mars 2016[20]. Il était grand officier depuis le 13 juillet 2012[21], commandeur depuis le 14 mai 1998[22], officier depuis le 29 septembre 1983.
- Officier de l'ordre des Arts et des Lettres (1987)[23]

## Ouvrages
- Pour l'École, 1996
- États de service, Hachette, 1998[24]
- Notre État (sous la direction de Roger Fauroux et Bernard Spitz), 2001
- Dieu n'est pas un pur Esprit, Éd. Bayard, coll. « Qui donc est Dieu ? », Paris, 2002
- Nous sommes tous des immigrés (avec Hanifa Cherifi), 2003
- État d'urgence (sous la direction de Roger Fauroux et Bernard Spitz), 2004
- En finir avec le mal-logement, une urgence et une espérance (sous la direction de Roger Fauroux et Bernard Devert), Éd. du Cerf, 2010